# Журбан
Журбан — упразднённый посёлок в Зейском районе Амурской области России. Исключен из учётных данных в 1976 году.

## География
Посёлок располагался на левом берегу реки Зея, на расстоянии примерно 4,5 километр (по прямой) к юго-западу от поселка Снежногорский. Ныне урочище расположено на дне Зейского водохранилища.

## История
По данным 1926 года в посёлке Журбан имелось 14 хозяйств (6 крестьянского типа и 8 иного) и проживало 70 человек (37 мужчин и 33 женщины). В национальном составе населения преобладали русские. В административном отношении входил в состав Дамбукинского сельсовета Зейского района Зейского округа Дальневосточного края.
В связи со строительство Зейской ГЭС и попаданием поселка в зону затопления, в 1968 году его население было переселено во вновь построенный посёлок Снежногорский.
Решением Амурского исполкома от 18 мая 1976 года № 208, посёлок Журбан исключён из учётных данных как фактически не существующий.